# グリニッジ・ヴィレッジ

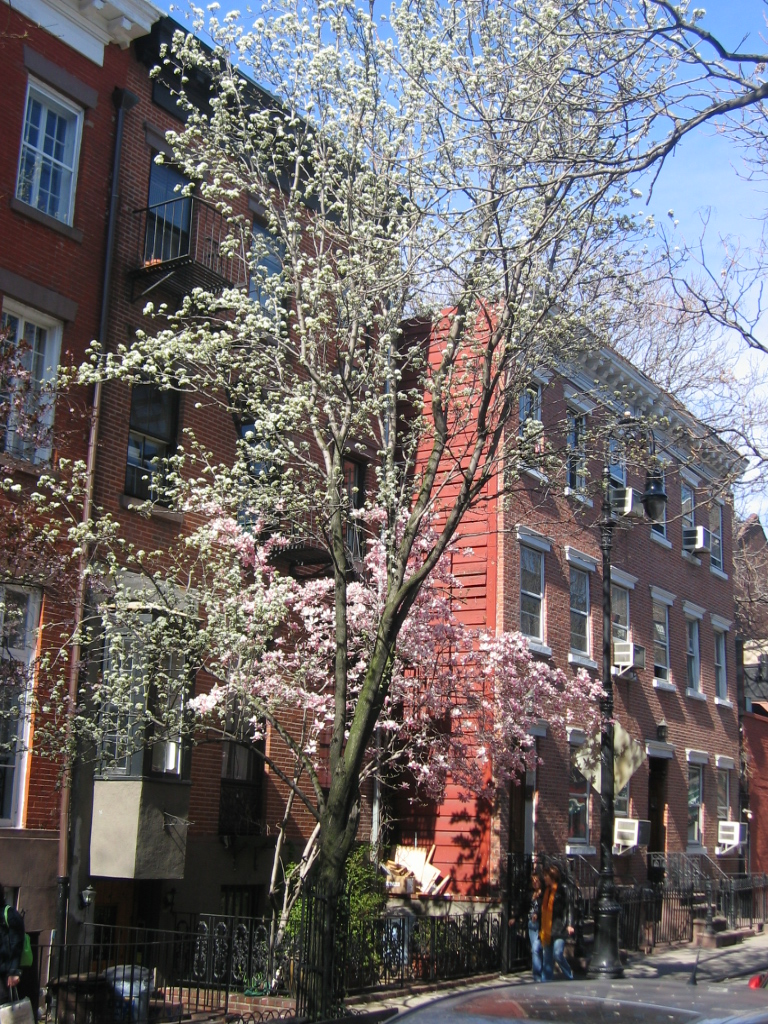
グリニッジ・ヴィレッジの街並み

グリニッジ・ヴィレッジ (Greenwich Village) は、ニューヨーク市マンハッタン区ダウンタウンにある地区の名称である。多くは「ウエスト・ヴィレッジ」と呼ばれる地区とも重複する（下記「ヴィレッジの呼称」および「ウエスト・ヴィレッジ」を参照）。
ここには、セントラル・パークと並んで有名な公園であるワシントン・スクエア公園、大規模私立大学のニューヨーク大学 (NYU)、ジャズで有名なライブハウスヴィレッジ・ヴァンガードなどがある。
19世紀末期から20世紀半ばにかけて、このエリアは「芸術家の天国」や「ボヘミアニズムの首都」として知られていた。ここはビート・ジェネレーションやカウンターカルチャーの東海岸における中心地であった。20世紀半ばより高級化現象が始まり、アーティストたちはソーホーやトライベッカへと流出していった。
1969年にウエスト・ヴィレッジで起きた「ストーンウォールの反乱」をきっかけに、その現場となった店舗ストーンウォール・インとクリストファー・パークなどを含む3.1haのエリアに「Stonewall National Monument」という名称が付けられ、LGBT関連の施設として初めて、国の史跡「アメリカ合衆国ナショナル・モニュメント（国定文化遺産保護地域）」に指定された。
グリニッジという名前は、オランダ語で「緑の地区 (Green District)」を意味するGroenwijckが英語化されて生まれたものである。「Greenwich」の発音は、「グレニッチ」（[ˈɡrɛnɪtʃ] GREN-itch）とされるが、前半は「グリ（ン）-」（[ˈɡrɪn-] GRIN-）とも発音され、後半は「-イッジ」（[-ɪdʒ] --ij）とも発音され、また、「ヴィレッジ」のウ濁音の表記も絡み、日本語における表記にも、グリニッチ・ヴィレッジ、グリニッチ・ビレッジなど様々な揺れがある。

## ヴィレッジの呼称
ウエスト・ヴィレッジとは、グリニッジ・ヴィレッジの中で特に6番街より西のエリアを指す。
サウス・ヴィレッジとは、グリニッジ・ヴィレッジの中で特にワシントン・スクエア公園より南のエリア（およびソーホーの西のエリア）を指す。
イースト・ヴィレッジとは、グリニッジ・ヴィレッジに隣接するブロードウェイより東のエリアを指し、グリニッジ・ヴィレッジとエリアの重複はない。
ノース・ヴィレッジと呼ばれるエリアは、ニューヨーク市にはない。
ニューヨーク市では、単に「ヴィレッジ」と言うとき、一般には「グリニッチ・ヴィレッジ」のことを指す。一方の「ウエスト・ヴィレッジ」、「イースト・ヴィレッジ」、「サウス・ヴィレッジ」は、常に省略なしで呼称され区別される。

## 位置
| 方角 | 区境                       | 地区名               |
| ---- | -------------------------- | -------------------- |
| 東   | ブロードウェイ             | イースト・ヴィレッジ |
| 西   | ウェストサイド・ハイウェイ | ハドソン川           |
| 南   | ハウストン ストリート      | ソーホー             |
| 北   | 14丁目                     | チェルシー           |

## 概要
グリニッジ・ヴィレッジは、北は14丁目、南は ハウストン通り、東はブロードウェイ、西はハドソン川に囲まれた地域である。
地区の中心にはワシントン・スクエア公園があり、そこから5番街が北に伸びている。ニューヨーク市で都市計画（1811年委員会計画）が始まる前から住宅地が形成されていたため、新規の街路整備計画からは除外され、14丁目以北に見られるような碁盤目状（グリッド）にはなっていないのが特徴。17世紀の間は、ニューヨーク市の市街地はもっと南側のみであり、このあたりは郊外のハムレット（市に組み込まれていない村落）であるグリニッジ村 (village of Greenwich) だった。
特に6番街より西のウエスト・ヴィレッジ内の通りは、1811年委員会計画による通りのパターンと大きく異なっている。1914年に7番街が11丁目から南へ延伸された際は、ウエスト・ヴィレッジの中心を貫き、多くの歴史的建造物が破壊された。この地区は、19世紀の町並みが今も残るため、アメリカ合衆国国家歴史登録財に登録されている。
北西のハドソン川に隣接する辺りはミートパッキング・ディストリクトと呼ばれ、個性的なレストランやナイトクラブなどが年々増えている。

## 歴史
16世紀、ネイティブ・アメリカンはこの地区の北西の端、現在のガンゼヴォート・ストリートあたりにあった入江の周辺をSapokanikan ("tobacco field") と呼んでいた。17世紀になってヨーロッパ人がマンハッタンに入植してきて、1630年代にオランダ人と解放された黒人奴隷によりこの土地は牧草地に転換された。彼らはその定住地をNoortwyckと呼んだ。1630年代、en:Wouter van Twiller総督はこの地の"Farm in the Woods" (200エーカー (0.81 km2)) にタバコを栽培した。1664年にイギリスがオランダに代わってニューヨークの支配圏を獲得し、グリニッジ・ヴィレッジはロウアー・マンハッタンにあったニューヨーク市の市街地から隔てられた郊外のハムレット（市に編入されていない村落）として発展してきた。
"Greenwich"という地名が使われた知られている最も古い文献は1696年のwill of Yellis Mandeville of Greenwichであるが、ニューヨーク市の公式の文書では1713年に記述が登場する。
1797年から1829年まで、この村にはニューヨーク州の最初の刑務所Newgate Prisonが置かれていた（現在のハドソン川と10丁目、クリストファー・ストリートピアのあたり）。
この地区に現在も残る最古の建物はIsaacs-Hendricks House (77 Bedford Street) で、1799年に建設され、1836年と1928年に増築された.。
19世紀になってもワシントン・スクエアはグリニッジ・ヴィレッジとは別の地区とみなされていた。19世紀後半にワシントン・スクエア公園が建設され、またグリニッジ・ヴィレッジは多くのアーティストが住むボヘミア的な雰囲気のエリアとなった。これは20世紀半ば頃、このエリアが高級化してアーティストが流出するまで続いた。